# Rigas historie
Rigas historie, beskrivende Letlands hovedstad, begynder efter omkring 1150, hvor liverne bosatte sig i nærheden af floderne Daugava og Ridzene, mere bestemt hvor Ridzene udmundede i Daugava, og hvor handlende fra Gotland regelmæssigt kom til for at handle. Ridzene var oprindeligt kendt som Riga og formede på ét sted en naturlig havn. Ingen af disse eksisterer i dag. Flodernes forløb kan kun kendes ved visse gaders udformning. Man mener, at navnet på floden gav Riga dens navn.

## Etablering og grundlæggelse
Den moderne grundlæggelse af Riga er ifølge historikere begyndende med tyske handlendes ankomst til Letland samt religiøse deltagende i korstog i anden halvdel af det 12. århundrede. Disse blev tiltrukket af den meget sparsomt befolkede region, hvor nye potentielle markeder eksisterede samt for missionærerne at få nye til at konvertere til kristendommen. Tyske handlende etablerede en lokal handelspost til handel med balterne nær den livlandske beboelse ved Riga i 1158. En munk fra augustinerordenen, Meinhard, byggede et kloster omkring år 1190. I 1199 blev Biskop Albrecht proklameret biskop af Livland af sin onkel Hartwig, ærkebiskop af Hamborg-Bremen.
Udover selve området omkring Riga var et område ved udløbet af Lielupe i Daugava i Semgallen ca. 50 km vest for Riga en vigtig handelsplads. Denne blev efter pavens beslutning i år 1200 lukket for at gøre Riga til den eneste handelsplads i området. Den nyudnævnte biskop af Livland ankom derefter til Riga i 1201 med 23 skibe og flere end 1500 bevæbnede fra korstog og gjorde da byen til sit stift. Han grundlagde Sværdridder-ordenen (senere del af den Tyske Orden) og gav samme år Riga byrettigheder. Albrecht var succesfuld i sit hverv og fik den livske konge, Kaupo, til at konvertere til kristendommen, selvom det i følge Krønike om Henrik af Livland ("Henricus Lettus") tog ham tre årtier at få fuld kontrol over Livland. Riga såvel som Livland og Preussen kom under auspicierne af det tysk-romerske rige. Det var ikke før langt senere, omkring Martin Luthers tid, at Riga, Livland og Preussen konverterede til protestantisme.
I de første årtier af byens levetid voksede den særdeles hurtigt. Da de første 30 år var gået, var det bebyggede areal blevet omkring 5-6 gange så stort, som det var i 1201. Fra 1211 vandt især de handlende, der havde slået sig ned i byen, mere indflydelse efter først at have været mere underkastet de oprindelige folkeslag i området. Hvor det tidligere havde været biskoppen, der udpegede byfogeden, kunne byens borgere fra 1225 selv vælge denne.

## Udviklingen
Riga tjente som bindeled i handelen mellem de baltiske lande og Rusland. I 1282 blev Riga medlem af Hanseforbundet. Hansaen udviklede sig ud fra en sammenslutning af handlende til en løs politisk og økonomisk union omfattende byer i Nordtyskland og i den baltiske region. Grundet Hansens protektionistiske politik, som favoriserede dens tyske medlemmer, var unionen meget succesrig, men dens politikker, der i overvejende grad ekskluderede ikke-medlemmer, gjorde, at hansaen samtidig fik mange konkurrenter. Tilbage i 1298 kom en traktat mellem Rigas indbyggere og hertugen af Litauen, Vytenis, i stand, hvorved den hedenske litauiske garnison ville forsvare dem imod den Tyske Ordens udplyndringer The military contract remain in force until 1313.. Denne militære kontrakt var i kraft indtil 1313.
I forbindelse med at især tyske biskopper forsøgte at kolonisere de hedenske områder øst for landet, blev byens interesser varetaget af Sværdridderordenen, som dog senere blev indlemmet i den Tyske Orden, hvor denne tog over.
Især efter fordrivelsen af de palæstinensiske korsfarere begyndte den Tyske Orden at bekymre sig om de østeuropæiske områder, især Preussen, men også Livland. Den Tyske Orden var en organisatorisk selvstændig, magtfuld kirkelig organisation, der snart skulle fremstå som ny magtfaktor mod ærkebiskopperne af Riga. Den livlandske gren af ordenen blev ledt af en Landmeister, der stod direkte under stormesteren (= øverste ordensherre).
De talrige uoverensstemmelser mellem ærkebiskopperne af Riga og den Tyske Orden førte såvel til våbenbrug som processer for paven. Biskopperne forsøgte også at finde beskyttelse hos nærliggende lande (som fx Danmark), men også hos den tyske kejser. Siden Slaget ved Ādaži i 1492 erkendte ærkebiskoppen af Riga den Tyske Orden som Livlands beskyttelsesmagt (1492–1561) og forsynede dem også med et hærkontingent ved Slaget på Smolinasee i 1502.
Hansaens sidste rigsdag blev afholdt i 1669, selvom dens magt var svækket betydeligt allerede ved slutningen af det 14. århundrede grundet politiske alliancer mellem Litauen og Polen, samt mellem Sverige, Danmark og Norge, hvilket begrænsede hansens indflydelse. På trods af dette var Hanseforbundet det ledende element i at holde Riga politisk og økonomisk stabil. Hansaen gav altså byen et godt fundament, som hjalp byen til at modstå den politiske ustabilitet, der skulle komme i moderne tider.
Da indflydelsen fra Hanseforbundet dalede, blev Riga mål for udenlandske militære, politiske, religiøse og økonomiske interesser. Rigas befolkning tilsluttede sig også den lutherske tankegang efter Reformationen i 1522, hvilket havde en afsluttende virkning på ærkebiskoppernes magtmonopol. I 1524 blev en agtet statue af Jomfru Maria i katedralen udnævnt til heks og blev i den forbindelse bestemt til at udstå prøven om, hvorvidt den ville drukne eller ej i floden Daugava. Statuen flød, og i følge traditionen betød det, at den var en heks, hvorved den efterfølgende blev brændt ved Kubsberg. Den sidste ærkebiskop af Riga blev Vilhelm af Brandenburg, der afsluttede sit embede i 1661 efter at Modreformationen var fejlslået.
Siden overdragelsen af magten til den Tyske Orden i 1561 havde Riga i tyve år haft status som rigsstad, hvorefter den i 1581 kom under indflydelse af den polsk-litauiske realunion. Forsøg på at genindføre romerkatolicisme i Riga og i det sydlige Livland slog fejl, da Riga og den tilhørende fæstning Daugavgrīva i 1621 kom under den svenske konge, Gustav Adolfs herredømme. Han intervenerede i Trediveårskrigen ikke kun for politisk og økonomisk vinding, men også til fordel for tysk luthersk protestantisme. Under den russisk-svenske krig (1656-1658) modstod Riga en russisk belejring. Riga forblev den næststørste by under svensk kontrol indtil 1710, hvor byen i en periode genvandt en stor del selvstyre.[kilde mangler] I det år i kølvandet af den store nordiske krig invaderede Rusland Riga under ledelse af Tsar Peter den Store.

## Under russisk styre
Sveriges nordlige dominans sluttede og Ruslands udvikling til den stærkeste magt i norden var formaliseret gennem Freden i Nystad i 1721. Riga blev tilsluttet Rusland og blev grundet sin højtindustrialiserede status en naturlig indgang til det russiske imperium, hvilket byen forblev indtil 2. verdenskrig. I tsarriget var Riga fra 1796 hovedstad i et russisk guvernement. Mellem 1857 og 1863 blev bymurene revet ned for at øge handelen og i år 1900 var Riga den tredjestørste industriby i Rusland efter Moskva og Sankt Petersborg. Fra 1850 til 1900 femdobledes befolkningen.
Gennem disse mange århundreder med krig og forandringer i magtforholdene i Baltikum, klyngede tyskbalterne i Riga, efterfølgere af Albrechts handlende og korsfarerere, sig fast til deres dominerende position til trods for demografiske forandringer. Riga tog endda tysk som deres officielle sprog indtil russificeringen i 1891, hvor russisk blev det officielle sprog i de baltiske provinser. Alle fødsels-, ægteskabs- og dødsattester blev holdt i tysk op til det år. Letterne begyndte dog at fremstå som den største etniske gruppe i byen i midten af 1800-tallet over tyskerne og i 1897 bestod befolkningen af 45 % lettere (op fra 23,6% i 1867), 23,8 % tyskere (ned fra 42,9% i 1867), 16,1% russere, 6% jøder, 4,8% polakkere, 2,3% litauere og 1,3% estere. Det lettiske borgerskabs fremgang gjorde Riga til centrum for den Lettiske Nationale Opvågning med grundlæggelsen af Rigas Lettiske Forening i 1868 og organisationen for den første nationale sangfestival i 1873. Den nationalistiske bevægelse af Ungletterne blev efterfulgt af den socialistiske Ny Strømning under byens rivende industrialisering, kulminerende i Den Russiske Revolution 1905 anført af Letlands Socialdemokratiske Arbejderparti.

## Krigs- og mellemkrigstiden
Det 20. århundrede bragte de to verdenskrige og påvirkningen af den russiske revolution i 1917 til Riga.
Rigas opgang fik grundet 1. verdenskrig et knæk. Byen lå på frontlinjen og til sikring af krigsøkonomien blev 200.000 indbyggere (arbejdere med deres familier) taget til centralrusland, hvor de skulle være behjælpelig i rustningsøjemed.
Den tyske hær marcherede ind i Riga i 1917. I 1918 blev Brest-Litovsk-freden underskrevet, hvorved de baltiske lande blev overgivet til Tyskland. På grund af Våbenstilstanden af Compiègne fra d. 11. november 1918, måtte Tyskland dog frafalde rettighederne fra traktaten og trække sig tilbage fra Baltikum, hvilket også Rusland gjorde. Dette gav en mulighed til de baltiske lande for at kræve selvstændighed.
Efter mere end 700 år med tysk, svensk og russisk styre blev Letland herefter erklæret en selvstændig stat med Riga som hovedstad d. 18. november 1918.
Mellem 1. og 2. verdenskrig (1918–1940), skiftede Letland og Riga deres fokus fra Rusland til de vesteuropæiske lande. Et demokratisk parlamentarisk system med en præsident blev indført. Lettisk blev anerkendt som Letlands officielle sprog. Letland blev optaget i Folkeforbundet. Storbritannien og Tyskland afløste Rusland som største handelspartnere. Som et tegn på de tider havde Letlands første premierminister, Kārlis Ulmanis, studeret landbrug og arbejdede som lektor på Nebraska Universitet i USA.
Riga blev på den tid beskrevet som en levende, stor og imponerende by og gjorde sig herved fortjent til tilnavnet "Nordens Paris" hos dens besøgende[kilde mangler].

## Sovjetunionen
Derefter fulgte 2. verdenskrig med den sovjetiske besættelse og indlemmelse af Letland i 1940, hvorefter Riga var hovedstad i sovjetrepublikken Lettiske SSR; tusindvis af lettere blev arresteret, tortureret, henrettet og deporteret til arbejdslejre i Sibirien, hvor overlevelsesraten var lig raten i de nazistiske koncentrationslejre.
Efter angrebet på Sovjetunionen i 1941 erobrede tyskerne Riga-området. Dette skete på trods af at Hitler og Stalin havde indgået Molotov-Ribbentrop-pagten i 1939, der bestemte at Letland hørte til den russiske interessesfære. I perioden 1941-1944 med den tyske besættelse var byen forvaltningssæde for Reichskommissariat Ostland. Også generalkommisæren for generalkommisariatet Letland Otto-Heinrich Drechsler havde sit hovedsæde i Riga. Tysk-balterne blev tvunget til at hjemvende til Tyskland efter ordre fra Hitler, selvom de på daværende tidspunkt havde været tilhørende Riga i mere end 700 år. Byens jødiske samfund, der dengang talte omkring 44.000, blev tvunget i ghettoer og koncentrationslejren Kaiserwald blev opført i bydelen Mežaparks, hvorfra senere langt de fleste blev overført til udryddelseslejren i nærheden af Salaspils.
I 1944 kom Letland endnu en gang under sovjetisk herredømme efter generobringen af byen, der beskadigede den gamle bydel betydeligt. Riga blev endnu engang hovedby i Lettiske Socialistiske Sovjetrepublik. Mange lettere blev deporteret til Sibirien og andre regioner af Sovjetunionen, efter sædvanligvis at være blevet beskyldt for at have samarbejdet med nazisterne eller at have støttet efterkrigens antisovjetiske modstandsbevægelse. Hundrede tusinder borgere var omkommet og titusinder var flygtet i eksil i lande i hele verden. Som et resultat af påtænkt udryddelse mistede Letland cirka en tredjedel af sin befolkning. Tvungen industrialisering og planlagt immigration i massevis af ikke-lettiske borgere fra Sovjetunionen (primært russere) ændrede byens demografiske sammensætning. Tætopførte lejlighedskomplekser omkransede udkanten af byen og var forbundet med centrum via elektriske jernbaner. I 1975 var færre end 40% af Rigas indbyggere etniske lettere, en procentdel der dog er steget siden Letlands uafhængighed.
I 1986 blev Rigas moderne vartegn færdiggjort nemlig Riga Radio og TV Tårn, hvis design er inspireret af Eiffeltårnet.

## Det uafhængige Letland
Politikkerne omkring en økonomisk reform introduceret som Perestroika af sovjetlederen Mikhail Gorbatjov førte til en situation i slutningen af 1980'erne, hvor mange sovjetrepublikker inklusiv Letland var i stand til at genvinde deres frihed. Saeima, det lettiske parlament, erklærede landets selvstændighed, hvorefter parlamentsbygningen blev besat af militære sovjetiske tropper. Den 21. august 1991 erkendte Sovjetunionen dog selvstændigheden og d. 6. september samme år erkendte Rusland anført af præsident Boris Jeltsin også uafhængigheden. Riga var nu atter hovedstad i en uafhængig lettisk stat. Letland blev formelt medlem af FN som en selvstændig nation d. 17. september 1991. Alle russiske militærstyrker blev fjernet fra 1992 til 1994. I 2001 kunne Riga fejre sit 800 års jubilæum som by.
I 2004 kom lavomkostningsflyruter til Riga fra andre europæiske storbyer såsom London og Berlin, hvilket resulterede i en mærkbar stigning i antallet af turister. Dog er der blevet udtrykt bekymring over dårlig opførsel fra nogle grupper af turister efter to britiske turister blev taget i at lade vandet i Freedom Monument Square, hvilket foranledigede den britiske ambassade til at opfordre turister til at opføre sig ansvarligt når de drak. Antallet af turister er stadigt stigende og i 2006 sås en 18 % stigning i antallet af folk, der overnattede på lettiske hoteller i forhold til året før, hvilket var den største stigning i EU og noget over det europæiske gennemsnit på 2.4%.